# Pilar Pérez Solano
Pilar Pérez Solano (Alacant, 1967) és una directora, productora i guionista de cinema espanyola. És guionista, directora i productora del documental Las maestras de la República, Goya a la millor pel·lícula documental en 2014 i de La Defensa, por la Libertad el 2019.

## Trajectòria
Llicenciada en imatge i so, per la Universitat Complutense de Madrid, va continuar la seva formació a l'Escola de Cinema TAI, amb diversos cursos de fotografia i realització de vídeo.
El 1990 va començar els seus treballs en la producció cinematogràfica.

### Productora
Va iniciar la seva carrera professional cinematogràfica formant part de l'equip de producció pròpia de Canal+ el 1993.
En aquesta empresa va arribar a ser directora de producció en el departament de documentals i l'any 1995 va col·laborar com a cap de producció desenvolupant tots els programes promocionals de les pel·lícules produïdes per Sogecine (making of, tràilers, espots, etc).
Sent directora de producció, el documental Lisboa, faca no coraçao (1996) amb guió de Manuel Rivas fou premiat al Festival de Nova York el 1999. I Poeta en Nueva York (1999), sobre la vida de Federico García Lorca en aquesta ciutat, va ser nominat als Premis Emmy.
En aquesta època va realitzar programes especials amb diferents temàtiques, sobre els Premis Oscar com Vivir y morir en las Vegas (1997); sobre el món de la publicitat; uns altres d'art com els Especials Fira d'Arc; sobre cinema, Auster y Wang (1996) premi del Festival de Nova York el 1998 i Viaje alrededor del cine español (1996).
Des de 1996 i fins a 2001 va ser directora de producció i retransmissió en directe de les gales del Festival Internacional de Cinema de Sant Sebastià. A més va produir una sèrie de reportatges d'actualitat sota el títol Código Plus, . En el món de la ficció televisiva, va realitzar La rosa de piedra (1999) dirigida per Manuel Palacios, coproduïda per Canal+ i Continental.
En 2001 es va incorporar a l'equip de Produce+, duent a terme treballs amb les principals productores i televisions del país. Documentals com Chavela Vargas (2001); Picasso y sus mujeres (2002); Un siglo rojiblanco (2003) i 50 años esperando a Mr. Marshall (2002); Dalí, maestro de sueños (2004) són alguns dels seus treball com a productora i coproductora en aquests anys.

### Directora-realitzadora
En 2004 va iniciar la seva carrera com a directora-realitzadora de projectes. Serà a l'octubre d'aquest mateix any quan realitzi el documental Presidentes de película, sobre el tractament de la figura del president a través de les pel·lícules de Hollywood, que s'emetria per TVE. Posteriorment, va realitzar per a Canal+ dos documentals: Universo Hip-hop (2005), relatiu a la cultura hip-hop i Mil y una Lolas (2005) sobre la figura de Lola Flores.
Després de catorze anys treballant per a SOGECABLE, en 2007 deixa el grup empresarial per a crear la seva pròpia empresa, Transit Producciones, S.L., dedicada a la producció audiovisual.
A partir d'aquest moment, dirigeix, produeix i escriu guions com la Sèrie documental Suspiros de España per Castilla La Mancha TV (2009) i el documental Murales (2010), seleccionat a concurso en la SEMINCI en la secció "Tiempo de Historia" i estrenat a Nova York dins del programa "Window to Spain".

### Les mestres republicanes
En 2013 es va sumar al projecte de les mestres republicanes que s'estava gestant en Federació de Treballadors de l'Ensenyament, liderat per Luz Martínez Ten, secretària de Polítiques Socials de la federació. Pérez Solano de seguida es va entusiasmar amb la proposta de Martínez Ten. La idea inicial de realitzar un petit curtmetratge es va transformar en el documental Las Maestras de la República, sota la direcció, producció i guió propi de Pilar Pérez Solano, basat en textos de Josefina Aldecoa.
Elaborat sobre la base de diverses recerques i testimoniatges de familiars com Alfonso Vigre, germà de Julia Vigre García que va ser presidenta de FETE, Hilda Farfante filla de mestra i mestre republicans assassinats el 1936, Elvira Ontañón, neta de l'institucionista José Ontañón Arias i filla de María Sánchez Arbós mestra de la Institución Libre de Enseñanza, es dona a conèixer el moment històric que van conèixer aquestes docents i la seva participació en la transformació social del nostre país a través de l'educació.
| «                   | "Volia continuar difonent i donant a conèixer aquesta història. Crec que és necessari, sobretot en aquest moment que estem vivint, que tothom conegui a aquestes dones tan valentes, tan compromeses i amb tants desitjos de transformar la societat". | » |
| — Dossier de premsa | |   |

El documental Las maestras de la república fou guardonat amb el Goya a la millor pel·lícula documental el 2014. Des de la seva estrena, ha aplegat un enorme èxit de crítica i públic, exhibint-se en més de 800 sales de tot el país.

### Últims treballs
L'abril de 2019 va estrenar el documental La Defensa, por la libertad, dirigit, produït i amb guió de Pilar Pérez Solano. En desembre de 2019 l'Asociación de Comunicadores e Informadores Jurídicos (Acijur) ha atorgat el Premi Puñetas de Bronce a Pilar Pérez Solano, pel seu reflex de l'esforç de les dones i els homes de l'advocacia en la construcció de la democràcia.

## CIMA
Pilar Pérez Solano forma part de la Junta Directiva de CIMA Asociación de mujeres cineastas y de medios audiovisuales la motivació comuna del qual és aconseguir que les dones tinguin veu i presència en la creació, direcció i indústria del cinema i la televisió.
Ha format part del Consell Rector del Festival Internacional de Cinema de Cuenca "Mujeres en Dirección" i ha col·laborat i dirigit les gales a totes les edicions celebrades des de la seva creació (2006-2012).

## Càrrecs públics
Al setembre de 2015, el president de la Comunitat Valenciana, Ximo Puig, incorpora a la cineasta com a assessora de la presidència per a prestació de labors de suport al comissionat de Ràdio Televisió Valenciana. fins al 31 d'agost de 2018.
El 19 de novembre de 2015 Pilar Pérez Solano és nomenada Presidenta del Consell d'Administració de la Ciutat de la Llum d'Alacant, fins al 31 d'agost de 2018.

## Filmografia i obra
- Lisboa, faca no coraçao (1996). Productora.
- Vivir y morir en las Vegas (1997). Programa especial sobre els premis Oscar. Productora
- Auster y Wang (1996). Programa especial sobre cinema. Productora.
- Viaje alrededor del cine espanyol (1996).
- Poeta en Nueva York (1999). Productora
- Dalí, maestro de sueños (2000). Productora.
- Chavela Vargas (2001). Productora.
- Picasso y sus mujeres (2002). Productora.
- 50 Años esperando a Mr. Marshall (2002). Productora.
- Universo HipHop (2005). Directora.
- Mil y una Lolas (2005). Directora.
- Presidentes de película (2005). Directora.
- La fama y su séquito (2005). Directora.
- Crebinskiy (2007). Directora de producció amb Sergio Gil.
- Hay que vivir (2007) TV Movies. TVE. Productora.
- El jugador (2007). TVE. Productora.
- Años perdidos (2007). TVE. Productora.
- 2 De mayo los héroes olvidados (2008). Documental de producció. Telemadrid. Productora.
- Desaparecida,  serie ficción (2008). TVMovies. TVE Productora.
- Galas del festival mujeres en producción, Cuenca (2006-2012). Directora i guionista.
- Suspiros de España (2009). Directora, productora i guionista. Serie documental per Castilla La Mancha TV.
- Murales (2010). Directora i productora.
- Las maestras de la república (2013).  Directora, guionista i productora.
- La Defensa, por la libertad (2019). Directora, guionista i productora.[7]